# Salom (Corresa)
Salom (en francès Salon-la-Tour) és un municipi francès situat al departament de la Corresa i a la regió de la Nova Aquitània.

## Demografia
| 1962                                       | 1968  | 1975 | 1982 | 1990 | 1999 | 2007 |
| ------------------------------------------ | ----- | ---- | ---- | ---- | ---- | ---- |
| 969                                        | 1.018 | 926  | 798  | 729  | 722  | 705  |
| Des de 1962: població sense dobles comptes |       |      |      |      |      |      |

## Administració
| Període   | Identitat             | Partit |
| --------- | --------------------- | ------ |
| 2001-2008 | Jacques Risse         |        |
| 2008-     | Jean-Claude Chauffour |        |